# Igreja de Santo António de Lisboa

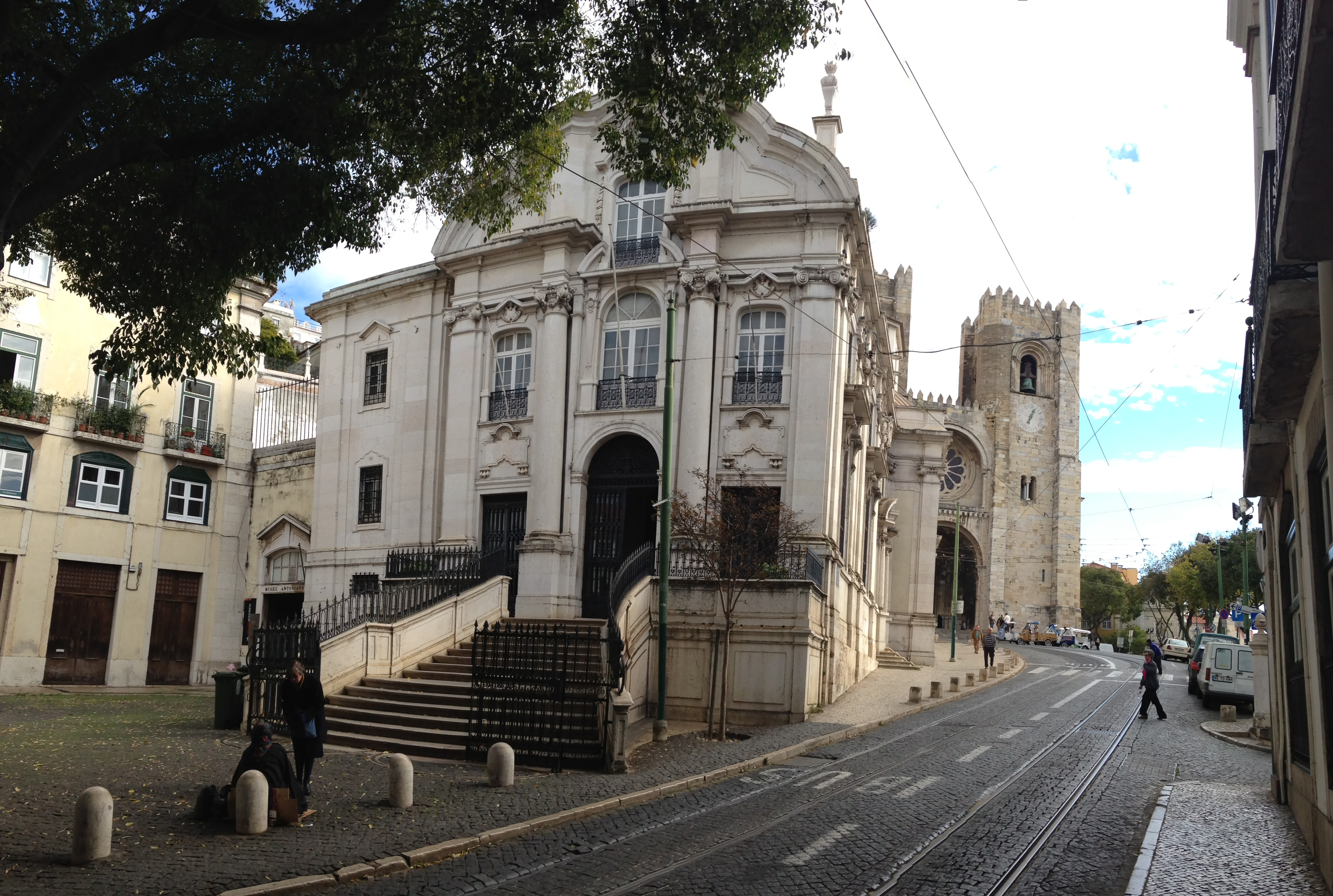
Igreja de Santo António

De Igreja de Santo António de Lisboa is een kerk in de parochie van Santa Maria Maior, in Lissabon, Portugal. Ze zou zijn gebouwd op de locatie van het huis waar de heilige Antonius van Padua werd geboren en wordt beschouwd als zijn heiligdom. Naast de kerk is een klein museum gewijd aan Antonius van Padua.
Het is traditie dat mensen die van plan zijn om te trouwen op hun trouwdag de kerk bezoeken, bidden en bloemen achterlaten voor Antonius. Tijdens de afdaling naar de crypte is een paneel te zien met moderne tegels dat het bezoek van paus Johannes Paulus II in 1982 eert. 

## Architectuur
De oorspronkelijke kerk werd verwoest tijdens de  aardbeving van 1755. De Sacristie in de crypte is het enige gedeelte wat intact blijft. De bouw van de nieuwe kerk werd in 1767 gestart onder leiding van Mateus Vicente de Oliveira, de architect van de Basílica da Estrela. 
De bouw werd gedeeltelijk betaald door kinderen die vroegen om "een kleine cent voor Antonius". Vandaag de dag is de vloer van de kapel bedekt met munten en hangen er aan de muren berichten van toegewijden. In 1955 werd de kerk gerenoveerd en werd het museum opgericht in een bijgebouw.